# Брендън Родни
Брендън Родни (на английски: Brendon Rodney) e канадски спринтьор. Като част от канадския отбор в шафетата 4×100 m той е златен медалист от олимпиадата в Париж (2024 г.), сребърен медалист от олимпиадата в Токио (2021 г.) и бронзов медалист от олимпиадата в Рио де Жанейро (2016 г.). Блейк е и световен шампион в шафетата 4×100 m от 2022 г. 

## Биография
Блейк е роден на 9 април 1992 г. в Торонто, Канада.